# Nicole Gontierová
Nicole Gontierová, nepřechýleně Nicole Gontier (* 17. listopadu 1991, Aosta), je italská biatlonistka. Na mistrovství světa 2013 v Novém Městě na Moravě vybojovala bronzovou medaili v ženském štafetovém závodě. Na Mistrovství světa v biatlonu 2015 ve finském Kontiolahti obhájila s ženskou štafetou bronzové medaile. V individuálních závodech světového poháru obsadila nejlépe 3. místo ve sprintu v Oberhofu v sezóně 2014/15. Je také několikanásobná medailistka ze štafetových závodů z juniorských světových šampionátů.